# 普宁县 (明朝)
普宁县是中国广东省历史上的一个县，始置于明嘉靖四十二年正月丁未（1563年2月20日），辖境治所几经变迁，1993年4月6日撤销，原县域设立普宁市（县级）。
普宁县为潮州八邑之一，其时县境仅包括今普宁市东部诸镇及尚未被划入今揭西县和汕头市潮南区的乡镇。

历代普宁县域